# Ракапоші
Ракапоші — вершина в Пакистані в хребті Ракапоші (Rakaposhi Range) в масиві Каракорум. Лежить на північ приблизно на 100 км від міста Гілгіт (Gilgit).

## Історія підкорення вершини
Вершину було підкорено в 1958 р. учасниками британсько-пакистанської експедиції. Підкорювачі Мікі Банкс (Mike Banks) і Том Паті (Tom Patey) зазнали обмороження, а їхній товариш послизнувся під час сходження і загинув.
Друге сходження на гору було здійснене учасниками польської експедиції в 1979 р.: Кристіною Пальмовскі (Krystyna Palmowska), Ганною Червінською (Anna Czerwińska), Ришардом Ковалевскі (Ryszard Kowalewski), Тадеушем Петровські (Tadeusz Piotrowski; підкорив вершину), Анджеєм Білуном (Andrzej Bieluń), Яцеком Грончевські (Jacek Gronczewski) і Єржі Тіллаком (Jerzy Tillak).